# Johann Philipp Stoll

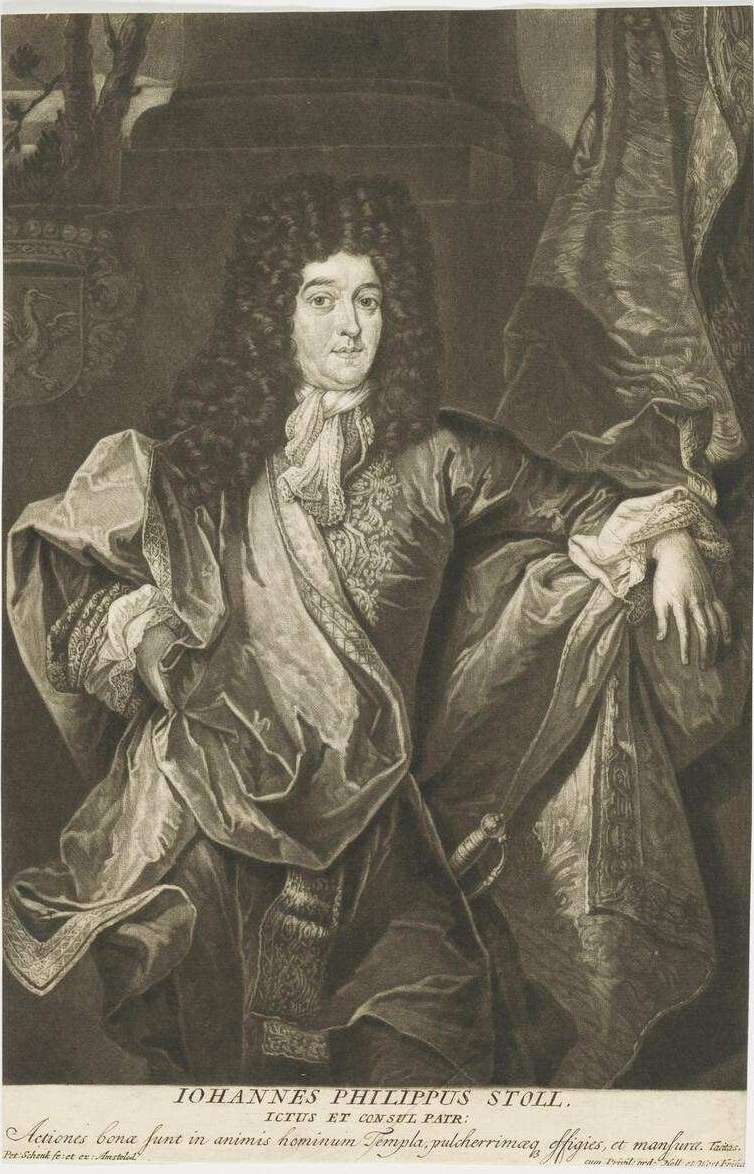
Johann Philipp Stoll

Johann Philipp Stoll (* 25. Mai 1636; † 19. November 1700) war ein deutscher Jurist, Bürgermeister und Stadtrichter in Zittau.

## Familie

### Herkunft
Stoll war ein Kind aus der zweiten Ehe des Philipp Stoll, der unter anderem Bürgermeister und Stadtrichter in Zittau war, und Anna Maria, Tochter des Joachim Jung von Jungenfels. Stolls Vorfahren lassen sich bis ins 14. Jahrhundert zurückverfolgen, ursprünglich hieß die Familie Colonna. Volcmar Colonna (* 1310) war Hofkavallier bei Kaiser Ludwig V. Er wurde auch „Zur Seulen“ und dann „Stolle“ genannt, dem Familiennamen seiner zahlreichen Nachkommenschaft.

### Ehe und Nachkommen
Stoll heiratete am 16. Januar 1663 Christian von Hartigs Tochter Maria Elisabeth (* 7. September 1643; † 4. September 1711). Aus der Ehe gingen acht Söhne und vier Töchter hervor, darunter:
- Johanna Eleonora (* 6. März 1672; † 1689). Starb nach einem Jahr Ehe mit Johann Christian Nesen und hinterließ ein Kind.
- Karl Philipp Stoll, Zittauer Bürgermeister und Stadtrichter.[3]

## Leben
Stoll absolvierte alle Klassen am Gymnasium Zittau. Einer seiner letzten Lehrer war Christian Keimann. Außerdem erhielt er Privatunterricht bei Elias Weise. Er studierte ab dem Jahr 1655 Jura in Jena. Nach einem halben Jahr starb sein Vater, dennoch studierte er bis Ende 1657. Das Jahr 1658 verbrachte er in Halle auf dem Landsitz eines nicht genannten Adligen, mit dem er sich auf den Gebieten Mathematik und Jura auf akademischer Ebene unterhalten konnte. Noch im Jahr 1658 besuchte er seine Mutter und beriet sich mit ihr über seine Zukunft. In den folgenden zwei Jahren setzte er sein Studium in Leipzig und Gießen fort.
Stoll wurde in Adelskreisen eine Hofmeisterstelle angeboten, die er aber auf Anraten des mit seinem Vater befreundet gewesenen Heinrich von Heffter nicht annahm, sondern sein Studium abschloss.
Er promovierte im Jahr 1662 in Altdorf zum Rechtslizenziaten. Noch im gleichen Jahr wurde er Schöffe im Zittauer Rat. 1663 heiratete er. 1670 wurde er Jurist („Assessor Judicii“). Am 27. August 1675 wurde er Stadtrichter und bekleidete das Amt bis 1676 sowie danach nochmals in den Jahren 1679 und 1682. 1684 wurde er Bürgermeister und alle drei Jahre bis 1699 (1687, 1690, 1693, 1696) erneut. Zwischen 1684 und 1692 erwarb er sich als Inspektor der Ratsbibliothek hohe Verdienste um deren Förderung. Aus gesundheitlichen Gründen zog sich Stoll im Jahr 1700 aus der Politik zurück.